# Koklokke
En koklokke er et musikinstrument som bruges indenfor flere stilarter af musik, deriblandt salsa og sjældent i popmusik. Den er opkaldt efter den lignende klokke som historisk er blevet brugt af hyrder til at holde styr på hvor deres køer var.
- Wikimedia Commons har flere filer relateret til Koklokke